# Gli amanti del circolo polare
Gli amanti del circolo polare (Los amantes del círculo polar) è un film del 1998 scritto e diretto da Julio Medem.

## Trama
Otto e Ana si incontrano a otto anni all'uscita di scuola e tessono un cerchio affettivo attorno a loro. Alla morte di suo padre, Ana spinge sua madre tra le braccia del padre di Otto; i loro genitori si sposano. Otto e Ana, divenuti fratellastri, vivono insieme e durante l'adolescenza diventano amanti. Nella loro storia d'amore ciascuno esprime una visione differente dei sentimenti che sentono l'una per l'altro. Sorte, sventura e coincidenze legano e separano Otto e Ana intorno ad una passione senza limiti, che li porta diciassette anni più tardi a ritrovarsi al circolo polare.

## Premi e candidature
- 1998 - Ondas Awards
  - Miglior film spagnolo
  - Miglior attrice a Najwa Nimri
- 1998 - Toulouse Cinespaña
  - Miglior film
- 1998 - Mostra internazionale d'arte cinematografica
  - Candidatura al Leone d'oro
- 1999 - Brussels International Film Festival
  - Candidatura come miglior film europeo
- 1999 - Cinema Writers Circle Awards
  - Miglior montaggio a Iván Aledo
- 1999 - Fotogrammi d'argento
  - Candidatura come miglior attrice a Najwa Nimri
- 1999 - Premio Goya
  - Miglior colonna sonora a Alberto Iglesias
  - Miglior montaggio a Iván Aledo
  - Candidatura come miglior attrice protagonista a Najwa Nimri
  - Candidatura come miglior sceneggiatura originale a Julio Medem
- 1999 - Festival del Cinema di Gramado
  - Audience Award al miglior film latino
  - Golden Kikito al miglior regista a Julio Medem
  - Golden Kikito al miglior sceneggiatura a Julio Medem
  - Golden Kikito al miglior musica a Alberto Iglesias
  - Kikito Critics Prize al miglior film
- 1999 - Spanish Actors Union
  - Candidatura come miglior protagonista a Najwa Nimri
- 1999 - Turia Awards
  - Miglior film spagnolo a Julio Medem
- 2000 - Athens International Film Festival
  - Audience Award
- 2000 - Premio Chlotrudis
  - Candidatura come miglior fotografia a Gonzalo F. Berridi